# Дантеди
Дантеди́ (итал. Dantedì) — национальный итальянский праздник в память о прославленном поэте и мыслителе Данте Алигьери. Отмечается ежегодно 25 марта, в дату соответствующую дню 1300 года, в который, согласно устоявшемуся предположению, Данте очутился в сумрачном лесу.

## История
Идея создания праздника Дантеди родилась из редакционной статьи журналиста и писателя Паоло Ди Стефано (ит.), опубликованной в одной из ведущих газет Италии Corriere della Sera 19 июня 2017 года. В своём материале Ди Стефано выразил предложение, согласно которому по аналогии с праздником Блумсдэй в честь выдающегося ирландского писателя Джеймса Джойса — в календаре должен появиться свой собственный день и у Данте. К этой мысли он возвращался и в последующих статьях.
В 2020 году по предложению министра культурного наследия и культурной деятельности Дарио Франческини Совет министров Италии утвердил дату 25 марта в качестве дня, посвящённого Данте Алигьери.
Интеллектуальные круги, учёные, а также такие престижные учреждения как Академия делла Круска и Общество Данте Алигьери положительно приняли данное решение.

## Название
Само название Дантеди (в переводе на русский язык буквально — "День Данте") представляет собой неологизм по образцу названий будних дней недели в итальянском языке (Lunedì — "День Луны" (понедельник), Martedì — "День Марса" (вторник), Mercoledì — "День Меркурия" (среда), Giovedì — "День Юпитера" (четверг), Venerdì — "День Венеры" (пятница); слово "Dì", означающее "День" — употребляется в итальянском крайне избирательно) и появилось в ходе беседы между Ди Стефано и лингвистом Франческо Сабатини (ит.).